# Cikembulan (Pekuncen)
Cikembulan is een bestuurslaag in het regentschap Banyumas van de provincie Midden-Java, Indonesië. Cikembulan telt 4774 inwoners (volkstelling 2010).